# Joshua Hartmann
Joshua Hartmann (Siegen, 9 de junio de 1999) es un deportista alemán que compite en atletismo, especialista en las carreras de velocidad.
En los Juegos Europeos de Cracovia 2023 consiguió una medalla de oro en la prueba de 4 × 100 m. Participó en los Juegos Olímpicos de Tokio 2020, ocupando el quinto lugar en la misma prueba.

## Palmarés internacional
| Juegos Europeos | Juegos Europeos   | Juegos Europeos | Juegos Europeos |
| Año             | Lugar             | Medalla         | Prueba          |
| --------------- | ----------------- | --------------- | --------------- |
| 2023            | Chorzów (Polonia) | Medalla de oro  | 4 × 100 m       |